# Олдржіх Ноуза
Олдржіх Ноуза (25 травня 1903, Дудліби — 29 травня 1974, Прага) — поет, фотограф, педагог, перекладач з української мови, художник-графік, художник і редактор видавничих робіт.

## Біографія
Походив з учительської сім'ї. Закінчив Державний інститут педагогічної підготовки в Чеських Будейовицях, а потім працював викладачем у початкових та міських школах у Дунайовицях поблизу Тршебоня (1922), Лішові (1922—1925), Пуркареці (1925), Рашпаху (1925—1927), Блансько (Капліце) (1927—1931), Плане (1931—1940) та в Чеських Будейовицях (1940—1948). З 1945 року він також виконував різні функції в Департаменті освіти та культури в Чеських Будейовицях (серед іншого, він був співзасновником Південночеської правди та працював у її редакції). У 1948—1949 роках працював у регіональному відділенні Міністерства інформації, а потім був викладачем у творчій групі Чехословацького державного кіно. У 1950 році він переїхав до Праги і до 1953 року був офіцером культури при Державному спа-центрі. Він закінчив однорічну стипендію від Спілки чехословацьких письменників, а з 1954 і до виходу на пенсію (1963) був редактором Mladá fronta.
Разом із Йозефом Бартушкою він був засновником мистецької асоціації «Контакт», що складався з п'яти членів, які збиралися з 1928 року в кафе «Савой» у Чеських Будейовицях. За ним у 1930 році пішло авангардне мистецьке об'єднання «Linie», яке видало однойменний журнал. Також був членом Лівого фронту з 1929 року, який замінив Асоціацію сучасної культури Деветсил. Асоціація Linie припинила своє існування в 1939 році і не була відновлена після війни.
Розглядав новини книг та п'єси в журналі Linie. Опублікував вірші, теоретичні тексти та графіку на додаток до Linie у ReD, Trn, Tramp, Index, National Liberation, South (České Budějovice), Lidové noviny, Haló noviny, Program D 34–39, U Bloku, Lidové kultúry, Době, Газети «Literární», «Червоний закон», «Створення культури», «Jihočeská pravda», «Календарі Jihočeská pravda (České Budějovice)», «Літературний щомісячник» тощо. Він використовував псевдонім Jan Houda.